# Challenger de Antofagasta 2024
El torneo Antofagasta Challenger 2024, denominado por razones de patrocinio Challenger Dove Men+Care Antofagasta fue un torneo de tenis perteneció al ATP Challenger Tour 2024 en la categoría Challenger 100. Se trató de la 2ª edición; el torneo tuvo lugar en la ciudad de Antofagasta (Chile), desde el 23 hasta el 29 de septiembre de 2024 sobre pista de tierra batida al aire libre.

## Jugadores participantes del cuadro de individuales
| Preclasificado | País                        | Jugador               | Rank1 | Posición en el torneo |
| 1              | Bandera de Argentina        | Camilo Ugo Carabelli  | 91    | Segunda ronda         |
| 2              | Bandera de Bolivia          | Hugo Dellien          | 109   | Segunda ronda         |
| 3              | Bandera de los Países Bajos | Jesper de Jong        | 131   | Semifinales           |
| 4              | Bandera de Brasil           | Gustavo Heide         | 150   | Cuartos de final      |
| 5              | Bandera de Brasil           | Felipe Meligeni Alves | 166   | Baja                  |
| 6              | Bandera de Bolivia          | Facundo Mena          | 184   | Cuartos de final      |
| 7              | Bandera de Argentina        | Facundo Mena          | 199   | Segunda ronda         |
| 8              | Bandera de Argentina        | Juan Manuel Cerúndolo | 203   | CAMPEÓN               |

- 1 Se ha tomado en cuenta el ranking del 16 de septiembre de 2024.

### Otros participantes
Los siguientes jugadores recibieron una invitación (wild card), por lo tanto ingresan directamente al cuadro principal (WC):
- Ignacio Becerra
- Daniel Antonio Núñez
- Juan Ignacio Lóndero

Los siguientes jugadores ingresan al cuadro principal tras disputar el cuadro clasificatorio (Q):
- Leonardo Aboian
- Valerio Aboian
- Lucian Emanuel Ambrogi
- Alex Barrena
- Tomás Farjat
- José Pereira

## Campeones

### Individual Masculino
- Juan Manuel Cerúndolo derrotó en la final a  Daniel Vallejo por 3–6, 6–2, 6–4

### Dobles Masculino
- Mateus Alves /  Matías Soto derrotaron en la final a  Leonardo Aboian /  Valerio Aboian por 6–1, 6–4